# 阿巴斯港
阿巴斯港（波斯語：بندر عباس），或譯為阿拔斯港，是位于伊朗南部波斯灣霍爾木茲海峽沿岸的一座城市，也是霍爾木茲甘省的首府，人口352,173（2005年）。這城市沿著霍爾木茲海峽，是伊朗海軍的主要基地。鄭和下西洋時曾到過這裏。17世紀英國人稱「岡布龍」("Gamberon")，有了一處商館，該港關稅收入一半歸英格蘭人。

## 历史

### 伊斯兰征服之前
关于阿巴斯港的最早记载是在大流士大帝统治时期（公元前522年至486年）。大流士的指挥官西拉库斯从班达尔阿巴斯出发，前往印度和红海。亚历山大征服波斯帝国期间，班达-阿巴斯（Bandar Abbas）被称为霍尔米尔扎德（Hormirzad）。
公元630年，吉麦隆的马哈拉哈-德巴拉贾在战役中被打败，逃到锡兰，后来被暴风吹得偏离了航线，来到吉打（今马来西亚）的吉打（Kuala Sungai Qilah）的偏僻海岸。吉打的贵族发现他英勇善战，聪明过人，便拥立封他为吉打王。公元634年，由波斯王室和信仰印度教的马来人组成的新王国在吉打形成了一个新的王国，首都是兰卡苏卡（见《吉打苏丹国与吉打早期史》）。

### 葡萄牙殖民时代
到16世纪，Bandar Abbas被波斯人称为Gamrūn。1565年，一位欧洲航海家将其称为Bamdel Gombruc（即Bandar Gümrrük，或称 "关楼港（Customhouse Port）"），并以此作为波斯语和土耳其语的名字。1514年葡萄牙人征服了班达尔-阿巴斯港，以保护在波斯湾和印度的贸易的重要地点，由于岸边有龙虾和螃蟹，他们将其命名为科莫朗城。
1614年，科莫朗被阿巴斯大帝从葡萄牙人手中夺取，改名为Bandar-e 'Abbās'Abbās港。在英国海军的支持下，阿巴斯大帝把这个城市（英语世界称为Gombraun）发展成为一个大港。到了1622年，葡萄牙语和英语的名字正式合并为Combrù或Combu，尽管居民们仍然称它为Bandar-e 'Abbās。托马斯-赫伯特爵士说，官方的英文名是Gumbrown，但发音为[gŏmrōōn]。他在1630年写道："有的人（但我不推荐他们）写成Gamrou，有的人写成Gomrow，有的人写成Cummeroon。到了1670年代，这个城市被称为Gameroon。
公元1622年，沙阿巴斯在英军和伊朗统帅伊玛目库里汗的帮助下，打败了葡萄牙军队。为了纪念这场胜利，甘布隆被改名为阿巴斯港（Bandar Abbas Port）。现在的班达尔-阿巴斯港在霍尔木兹甘省的分界线上，而最重要的战略和商业中心之一就是在波斯湾和阿曼海附近。

### 阿曼时代
1794年至1868年期间，阿巴斯港通过与波斯签订的租约，由阿曼苏丹国和桑给巴尔苏丹国控制。原始租约的细节显然在阿拉伯文和波斯文版本之间存在差异。阿曼人控制了从Sadij到Khamir约100英里的沿海地区，以及内陆约30英里，最远到Shamil。他们还控制了霍尔木兹岛和凯什姆岛。1823年，波斯人企图赶走阿曼人，但苏丹通过贿赂加上设拉子总督的贡品，成功地保住了对班达尔的控制权。1845-46年，法尔斯总督麾下的一支军队威胁班达尔，勒索贡品，而克尔曼总督麾下的另一支军队则围攻米纳布。阿曼人扬言要封锁波斯，但驻扎在布什尔Bushir的英国人说服他们退让。
1854年，波斯人收复了该城，当时苏丹在桑给巴尔。1856年英-波斯战争后，在英国的压力下，波斯以优惠条件续签了阿曼的租约。明确了租借的领土属于法尔斯省，波斯的国旗将在阿巴斯港上空悬挂。租费也有所提高。在英国人的压力下，1868年续约，但租金较高，租期较短。在续租两个月后，波斯政府取消了租约，理由是如果阿曼苏丹被推翻，可以终止租约。

### 近现代
1902年7月的一次地震使该市部分地区受损，包括总督府和海关总署以及附近的基什姆岛。
Mohammad Reza Shah Pahlavi特别重视Bandar Abbas港，将其作为战略港口，政府在其任内投入了大量资金建设基础设施。
阿巴斯港作为一个主要的航运点，主要是进口货物，与印度的贸易往来历史悠久，尤其是苏拉特港。每年都有成千上万的游客到该市及附近岛屿，包括克什姆岛、霍尔木兹岛等地旅游。
1955年，在最初计划将其发展为主要港口之前，阿巴斯港是一个约有17000人的小渔港。到2001年，它已经发展成为一个主要城市。它的人口为45万（2011年估计）。
2025年4月26日，阿巴斯港附近的沙希德拉贾伊港发生一宗严重爆炸及大火，事件造成至少40人死亡，超过1205人受伤及6人失踪。

## 地理
阿巴斯港位於平地，平均海拔9米（30呎）。附近的高區包括位於城市北部17公里（11哩）的，和西北部16公里（11哩）的。阿巴斯港最靠近的河川是，水源來自，河口位於波斯灣，城市東部外10公里（6哩）。

### 氣候
阿巴斯港的氣候為炎熱、潮濕。夏天時，最高溫度達到49 °C （120 °F）。冬天時，最低溫度則低至5 °C （40 °F）。降雨量每年約251毫米（1吋），相對濕度則是66%。
| 阿巴斯港 (1957-2005) | 阿巴斯港 (1957-2005) | 阿巴斯港 (1957-2005) | 阿巴斯港 (1957-2005) | 阿巴斯港 (1957-2005) | 阿巴斯港 (1957-2005) | 阿巴斯港 (1957-2005) | 阿巴斯港 (1957-2005) | 阿巴斯港 (1957-2005) | 阿巴斯港 (1957-2005) | 阿巴斯港 (1957-2005) | 阿巴斯港 (1957-2005) | 阿巴斯港 (1957-2005) | 阿巴斯港 (1957-2005) |
| 月份                 | 1月                  | 2月                  | 3月                  | 4月                  | 5月                  | 6月                  | 7月                  | 8月                  | 9月                  | 10月                 | 11月                 | 12月                 | 全年                 |
| -------------------- | -------------------- | -------------------- | -------------------- | -------------------- | -------------------- | -------------------- | -------------------- | -------------------- | -------------------- | -------------------- | -------------------- | -------------------- | -------------------- |
| 平均高温 °C（°F）    | 23.4 (74.1)          | 24.5 (76.1)          | 27.6 (81.7)          | 31.9 (89.4)          | 36.5 (97.7)          | 38.6 (101.5)         | 38.3 (100.9)         | 37.6 (99.7)          | 36.7 (98.1)          | 34.9 (94.8)          | 30.3 (86.5)          | 25.6 (78.1)          | 32.1 (89.8)          |
| 平均低温 °C（°F）    | 12.3 (54.1)          | 14.1 (57.4)          | 17.5 (63.5)          | 21.0 (69.8)          | 24.9 (76.8)          | 28.1 (82.6)          | 30.4 (86.7)          | 30.3 (86.5)          | 27.8 (82.0)          | 23.7 (74.7)          | 18.2 (64.8)          | 13.8 (56.8)          | 21.8 (71.2)          |
| 平均降水量 mm（）    | 51.0 (2.01)          | 42.9 (1.69)          | 34.4 (1.35)          | 8.7 (0.34)           | 3.0 (0.12)           | 0.0 (0.0)            | 1.0 (0.04)           | 1.5 (0.06)           | 0.5 (0.02)           | 4.2 (0.17)           | 5.8 (0.23)           | 29.5 (1.16)          | 182.5 (7.19)         |
| 月均日照時數         | 221.9                | 210.7                | 225.4                | 254.9                | 312.8                | 307.6                | 271.8                | 271.2                | 265.0                | 281.9                | 251.8                | 226.2                | 3,101.2              |
| 来源：国家气象局     |                      |                      |                      |                      |                      |                      |                      |                      |                      |                      |                      |                      |                      |

### 交通
阿巴斯港國際機場的設施能夠容納大型貨運飛機。

### 陸路
以下高速公路能通往阿巴斯港：
- 阿巴斯港-叙利亚，位於東北300公里（186哩）
- 阿巴斯港-克尔曼，位於東北484公里（301哩）
- 阿巴斯港-設拉子，位於北部650公里（404哩）
- 阿巴斯港-扎黑丹，位於東部722公里（449哩）

## 語言
阿巴斯港人通常以波斯語方言溝通。它相似中波斯語和俾路支語。

## 產物
阿巴斯港生產的物品包括棗椰樹、柑橘、煙草及工廠產品如罐頭鮪魚。

### 出口
阿巴斯港的出口貨物包括過境貨物、棗椰樹、柑橘、煙草、魚。阿巴斯港曾經以出口伊朗陶器出名。

## 大學
1. 阿巴斯港醫科大學（英語：Bandar Abbas University of Medical Sciences）
2. 霍爾木茲甘大学（英語：University of Hormozgan） （页面存档备份，存于）
3. 阿巴斯港伊斯蘭自由大學（英語：Islamic Azad University of Bandar Abbas） （页面存档备份，存于）

## 相关题目
- 伊朗航空655號班機空難
- 波斯歷史

## 外部連結
- （英文） 伊朗商會協會——阿巴斯港 （页面存档备份，存于）
- （英文） 阿巴斯港　港口
- （英文） 霍爾木茲甘

1. ↑  https://news.now.com/home/international/player?newsId=601942